# Scytodepsa
Scytodepsa  (лат.) — род равнокрылых насекомых из семейства горбаток (Endoiastinae, Membracidae).
Неотропика: Южная Америка (Аргентина, Бразилия, Перу, Эквадор). Голова без антеродорсальных выступов на вершине. Голени задней пары ног с 3 продольными рядами слабокапюшоновидных сет (cucullate setae).
Пронотум не выступает назад и не нависает над скутеллюмом (скутеллюм сзади заострённый). Задние крылья с редуцированным жилкованием, маргинальная жилка отсутствует.
.

## Систематика
3 вида. Род включён в трибу Endoiastini Deitz and Dietrich, 1993
- Scytodepsa exiguus Fabricius
- Scytodepsa magna Goding
- Scytodepsa tricarinata Funkhouser